# Edward de Veer
Edward/Eduard Jules (van) de Veer (Paramaribo, 22 december 1901 – 22 maart 1979) was een Surinaams politicus.
Hij was surnumerair bij de algemene dienst en werd in 1921 benoemd tot klerk bij het kantoor van de Koloniale Ontvanger en Betaalmeester. Twee jaar later slaagde hij voor het examen boekhouden. In 1924 werd hij overgeplaatst naar de Administratie van Financiën afdeling Comptabiliteit. Hij vertrok in 1928 naar Curaçao waar hij ging werken bij de bank Morris Curiel & Sons en in 1930 trouwde hij in Paramaribo met Olga Meijer (1906-1964). De Veer zou 27 jaar blijven werken bij die bank tot hij in 1955 in Suriname benoemd werd tot minister van Economische Zaken. Hij kwam toen namens de Partij Suriname (onderdeel van het Eenheidsfront) in het kabinet Ferrier. In 1958 raakte de regering de meerderheid in het parlement kwijt waarop het kabinet viel en er nieuwe verkiezingen volgden.
De Veer overleed in 1979 op 77-jarige leeftijd.